# (10015) Valenlebedev
(10015) Valenlebedev ist ein Asteroid des Hauptgürtels, der am 27. September 1978 von der russischen Astronomin Ljudmila Iwanowna Tschernych an der Außenstelle des Krim-Observatoriums (IAU-Code 095) in Nautschnyj entdeckt wurde.
Der Asteroid wurde am 30. Juli 2007 nach dem ehemaligen sowjetischen Kosmonauten Walentin Witaljewitsch Lebedew (* 1942) benannt, der mit Sojus 13 und Saljut 7 EO-1 zwei Weltraumeinsätze absolvierte und ab 1991 das Zentrum für Geoinformations-Systeme der sowjetischen Akademie der Wissenschaften leitete.